# LWL-Freilichtmuseum Hagen

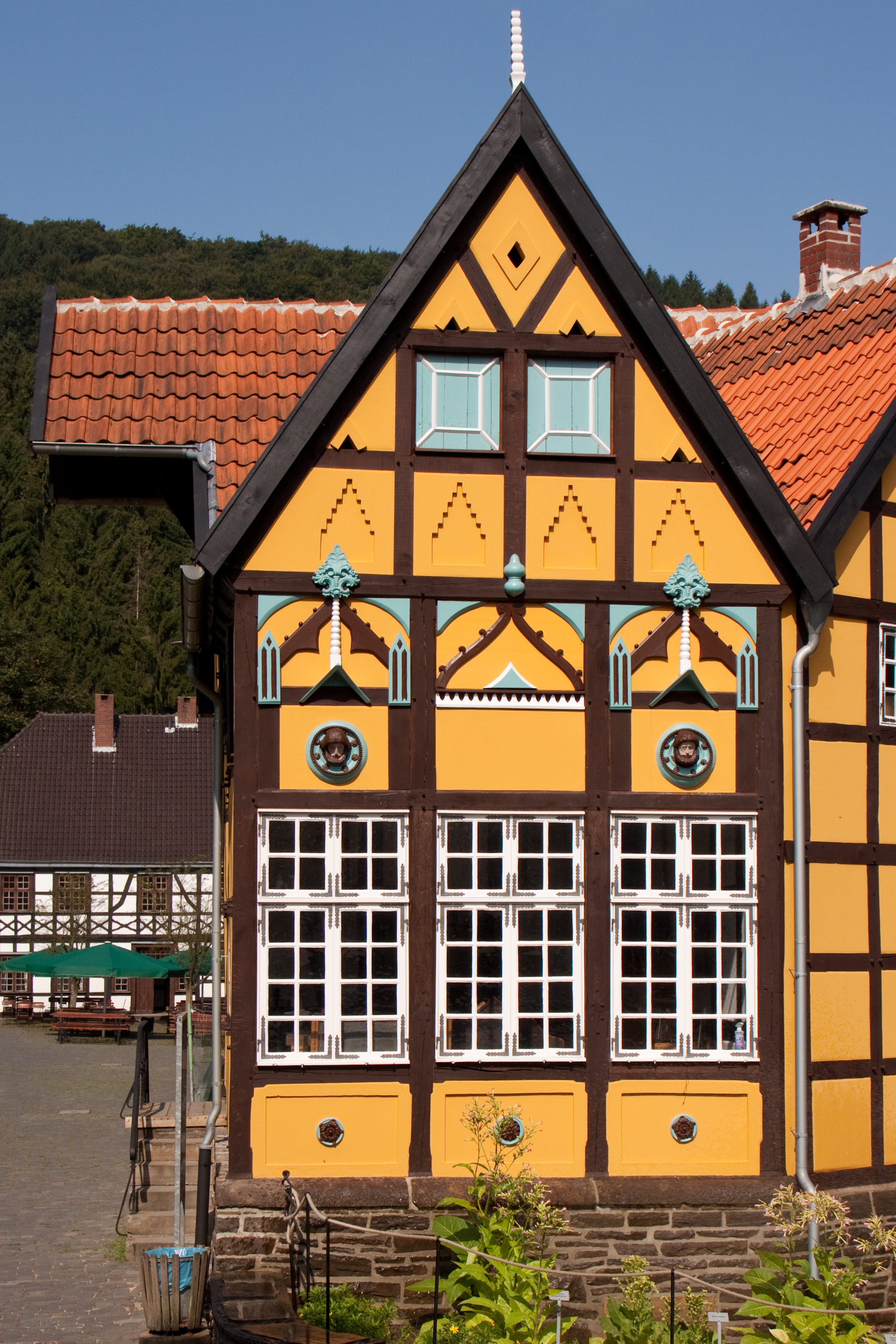
Geschmückte Fassade der Tabakfabrik

Das LWL-Freilichtmuseum Hagen – Westfälisches Landesmuseum für Handwerk und Technik (WFH) ist ein Freilichtmuseum im Hagener Ortsteil Selbecke im Mäckingerbachtal im südöstlichen Ruhrgebiet. Träger ist der Landschaftsverband Westfalen-Lippe (LWL).
Anders als die meisten europäischen Freilichtmuseen widmet sich das WFH nicht der Darstellung des bäuerlich-ländlichen Alltags, sondern der Geschichte von Handwerk und Technik.

## Geschichte

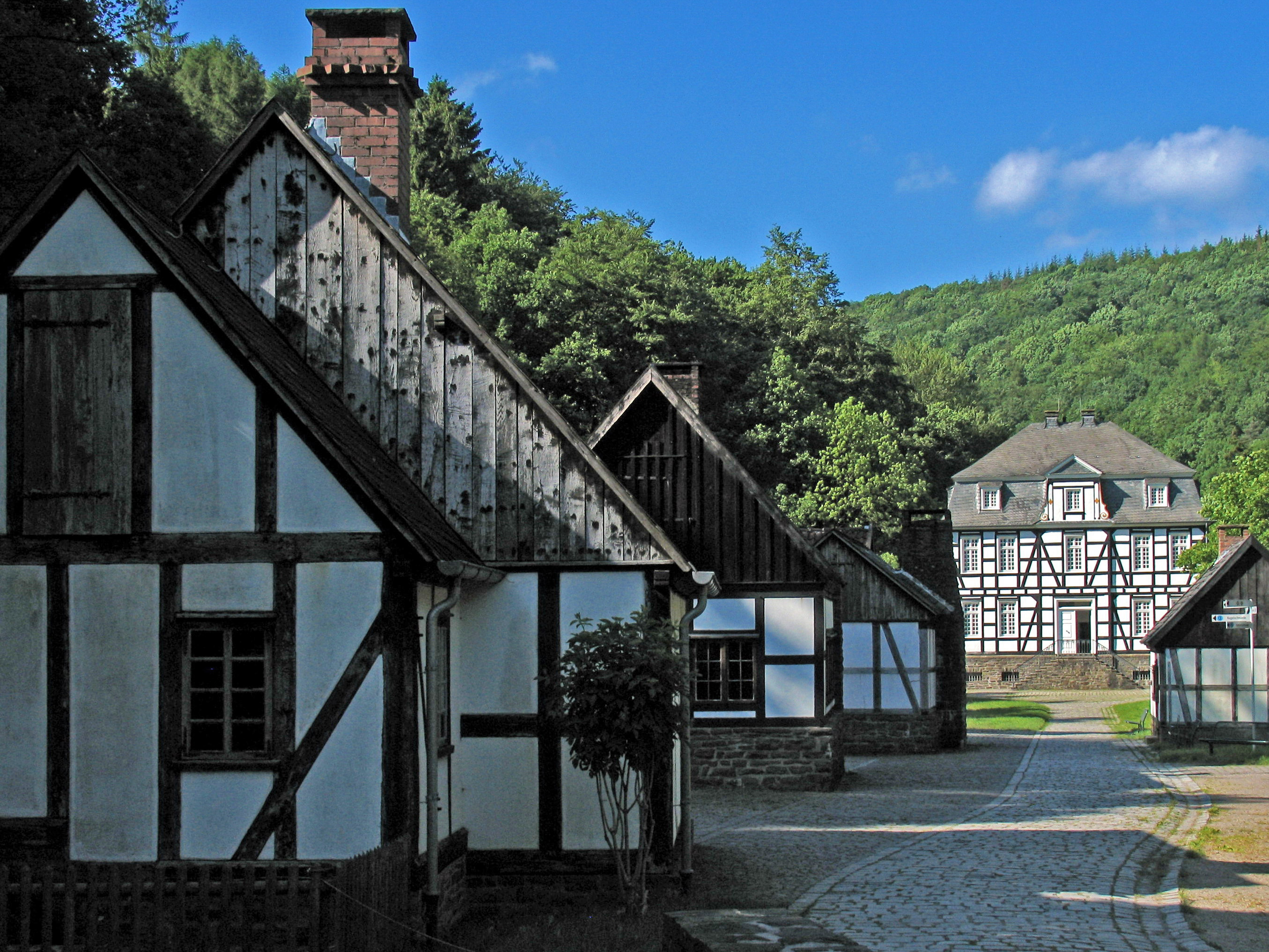
Deutsches Schmiedemuseum und Kleineisenschmieden

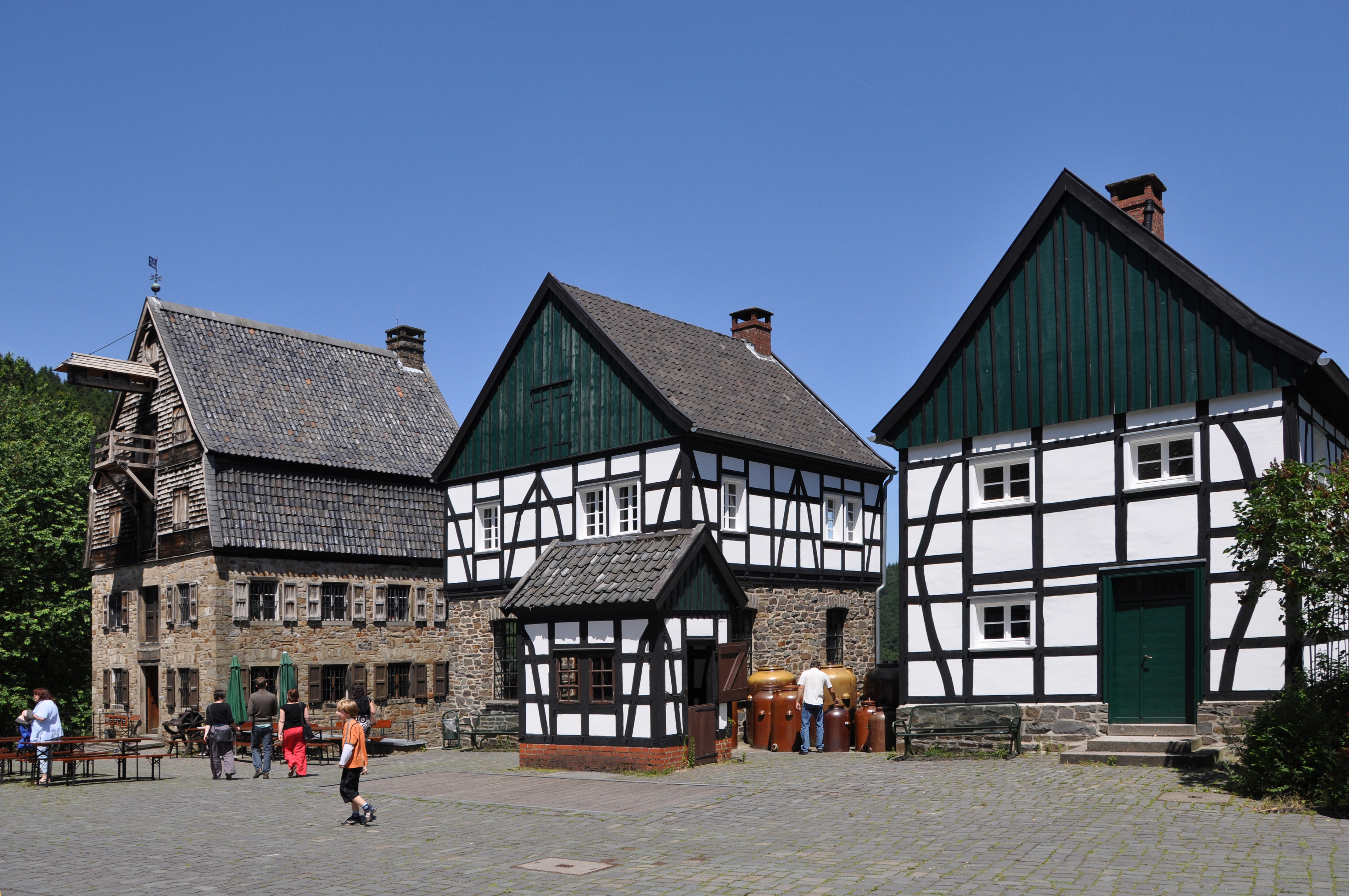
Brauerei, Brennerei, Bürgermeisteramt und Brückenwaage

Bereits seit den 1920er Jahren gab es Bestrebungen einer Gruppe von Ingenieuren und Heimatschützern, technische Denkmale für die Nachwelt zu bewahren. Der damalige Hagener Oberbürgermeister Alfred Finke schrieb 1929 Oskar von Miller, dem Gründer des Deutschen Museums, einen Brief, in dem er anregte, in Hagen ein Freilichtmuseum technischer Kulturdenkmale zu errichten. Der Initiator Wilhelm Claas schlug bereits um 1930 das Mäckingerbachtal als Standort für ein entsprechendes Museum vor. Das schmale Tal in den Ausläufern des Sauerlandes bietet die für die Gewerbe im 18. und 19. Jahrhundert wichtigsten natürlichen Standortfaktoren Wind, Wasser und Wald.
Mit aufgebaut wurde das Museum von Fritz Helmut Sonnenschein, der das Museum auch leitete. Vormals war er Leiter der Technischen Abteilung des Hochbauamtes Dortmund. Er bemühte sich nach dem Krieg, entgegen anderen Beschlüssen, um den Wiederaufbau des Rombergschlosses. Dadurch fiel er zwar bei der Stadtverwaltung Dortmund in Ungnade, aber die Stadtverwaltung Hagen wurde nun auf ihn aufmerksam, was auch zu dieser Aufgabe verhalf. Er leitete das Museum bis 1. Oktober 1987. Danach übernahm dieses Amt Michael Dauskardt, dessen Nachfolger war Uwe Beckmann. Aktuell wird das Haus von Bärbel Maul geleitet.
Am 22. Juli 1960 wurde das Freilichtmuseum als „Westfälisches Freilichtmuseum Technischer Kulturdenkmale – Landesmuseum für Technik- und Handwerksgeschichte – Hagen“ gemeinsam mit dem LWL-Freilichtmuseum Detmold gegründet. Es war nach dem Deutschen Museum in München eines der ersten Museen, die sich auf Technik und ihre Geschichte spezialisierten. Die Eröffnung für das Publikum fand am 30. April 1973 statt.
Seit 1983 ist das WFH auch Standort des Deutschen Schmiedemuseums, das seit 1960 zunächst auf der Burg Altena beherbergt war. Untergebracht ist es im ehemaligen Rathaus von Neunkirchen von 1754, das im WFH wieder aufgebaut wurde. Am Taleingang wurde außerhalb des Geländes die aus Westrup (Stemwede) translozierte Windmühle Janwlecke (Bauzeit Mitte des 19. Jahrhunderts) neu errichtet.
Im Dezember 1987 wurden umfangreiche Änderungen im Konzept des Museums beschlossen. So wurden nicht nur die Kernaufgaben wie Inventarisierung und Erforschung der Sammlungsbestände intensiviert, sondern auch insbesondere der Mensch und die Wechselbeziehung Mensch und Technik in den Mittelpunkt gestellt. Es wurde auch ein Konzept weiterverfolgt, das später unter dem Begriff Museumspädagogik, erstmals erwähnt in einem Bericht der ersten Museumspädagogin des Museums Christiane Kremer 1989, zusammengefasst wurde. Das hatte auch eine Umbenennung des Museums zur Folge. Es hieß nun „Westfälisches Freilichtmuseum. Landesmuseum für Handwerk und Technik.“ 1992 kam der Zusatz „Hagen“, sowie später noch weitere kleine Änderungen dazu, so dass es heute den Namen „LWL-Freilichtmuseum Hagen, Westfälisches Landesmuseum für Handwerk und Technik“ trägt.

## Gegenwart
Auf dem etwa 42 Hektar großen Gelände des WFH wurden etwa sechzig Werkstätten wieder aufgebaut (transloziert) oder rekonstruiert.
Die meisten sind betriebsbereit und es wird zum Teil auch regelmäßig zu Vorführungszwecken darin produziert oder es werden Workshops angeboten. Die Besucher bekommen so einen Einblick in den Werdegang von Handwerk und Gewerbe in der Region vom ausgehenden 18. Jahrhundert über die frühindustrielle Produktion bis hin zur Hochindustrialisierung zu Beginn des 20. Jahrhunderts.
Seit Mai 2012 wird die Brauerei wieder aktiv betrieben, in der die Eigenmarke Mäckinger entsteht. Es gibt auch eine traditionelle Museumsbäckerei, wo zu einem geringen Preis Brot und (Rosinen-)Stuten erhältlich ist. Es wurde von der Zeitung Der Feinschmecker 2017 als eine der besten Bäckereien Deutschlands ausgezeichnet. In dem Freilichtmuseum befindet sich ebenfalls das Deutsche Schmiedemuseum.
2021 wurde die Galerieholländer-Windmühle abgebaut und in das obere Innengelände des Freilichtmuseums transloziert. Nach der Sanierung war die Neueröffnung im April 2023. Nachdem das Deutsche Kaltwalzmuseum am ehemaligen Standort Schloss Hohenlimburg geschlossen wurde, sind die Exponate 2017 ins Hagener Freilichtmuseum verlegt worden. Die Eröffnung der neuen Ausstellung im Haus Letmathe, finanziert u. a. durch 275.000 Euro aus dem Landesprogramm „Heimatzeugnis“ und 100.000 Euro von der NRW-Stiftung, erfolgte im April 2024. Im gleichen Jahr wurde ein von einem E-Fahrzeug gezogener touristischer „Zug“ mit zwei Waggons als Shuttlebus zwischen Kassenbereich und den oberen Museumsteilen in Betrieb genommen.

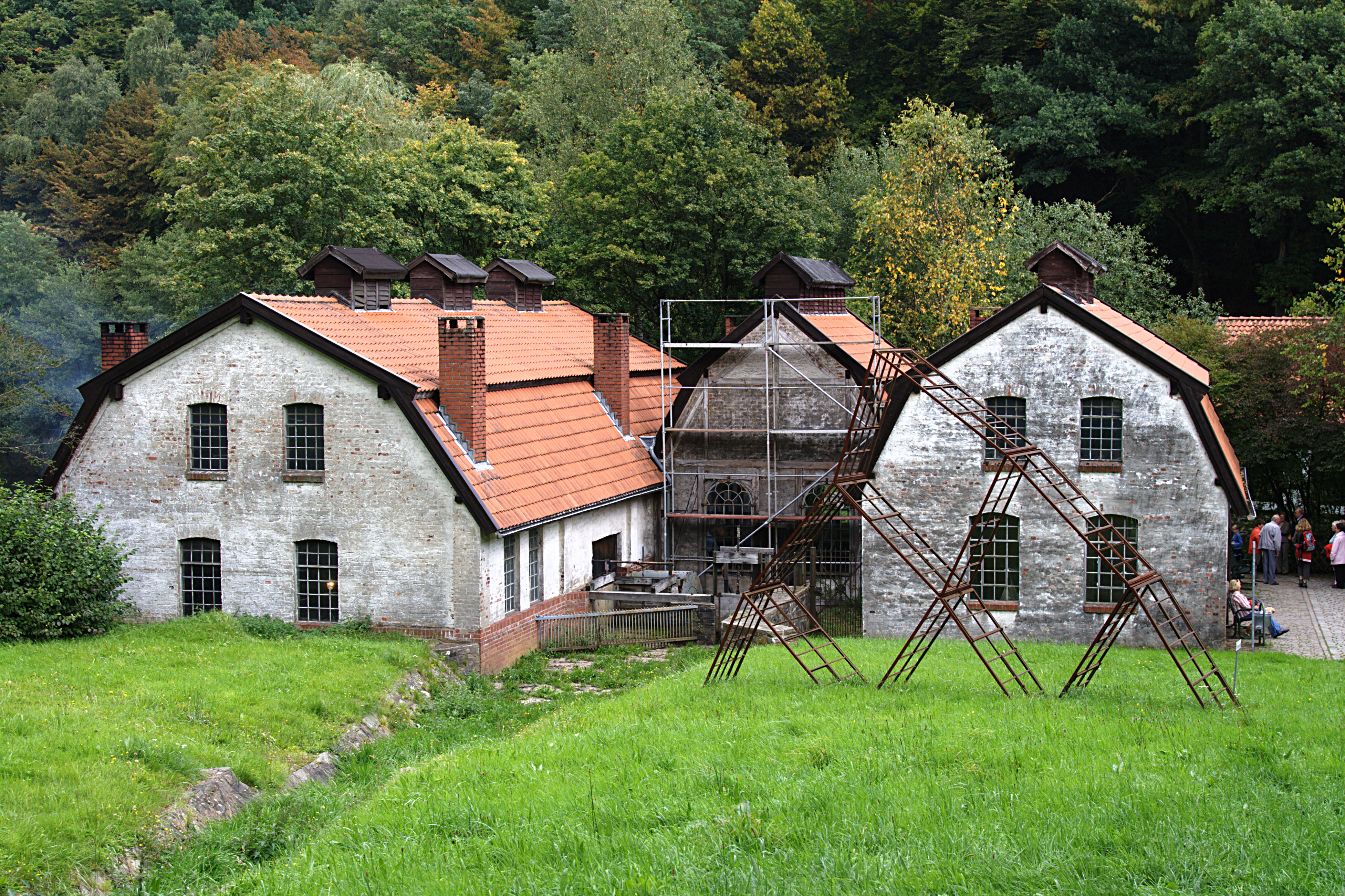
Der Sensenhammer
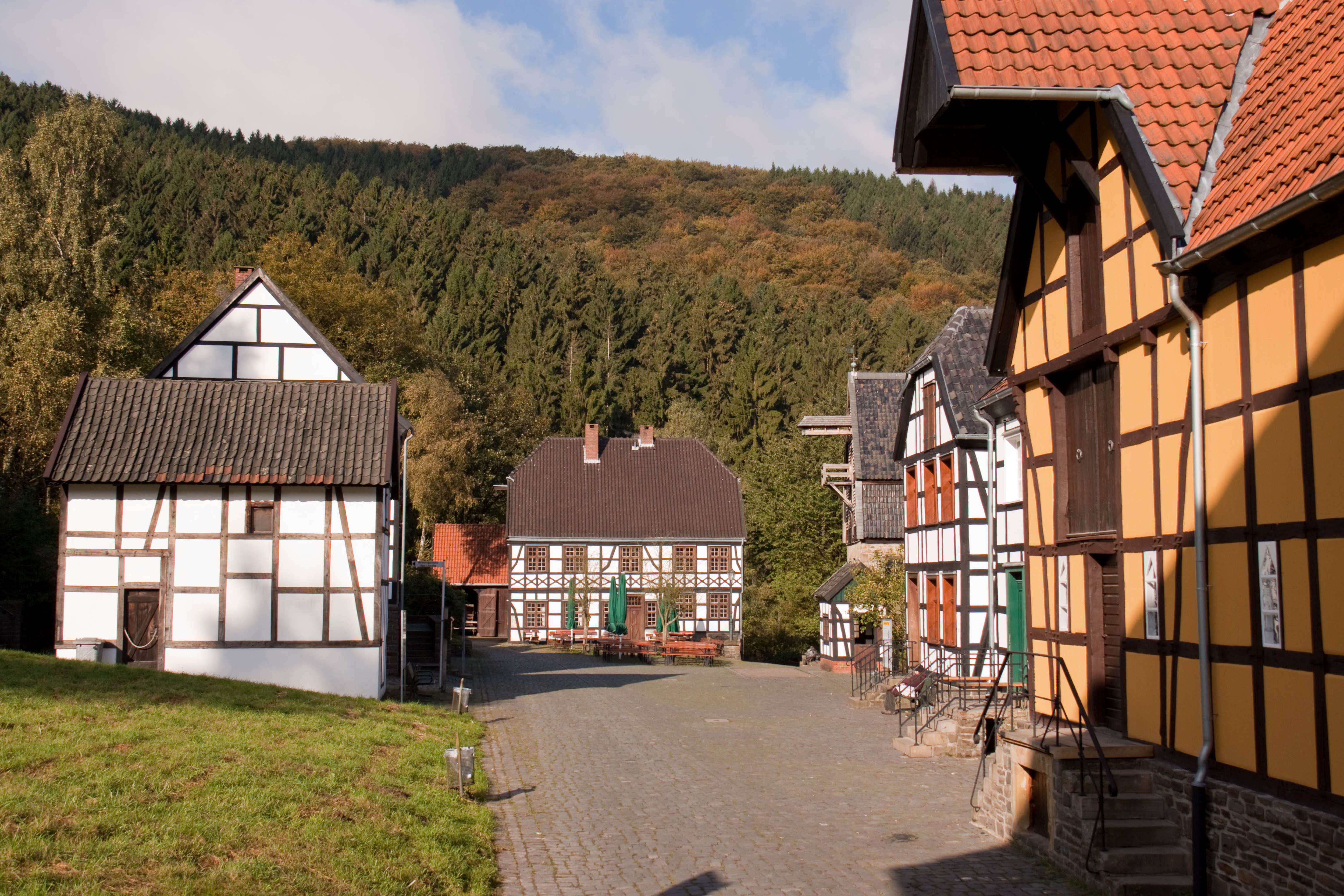
„Dorfplatz“
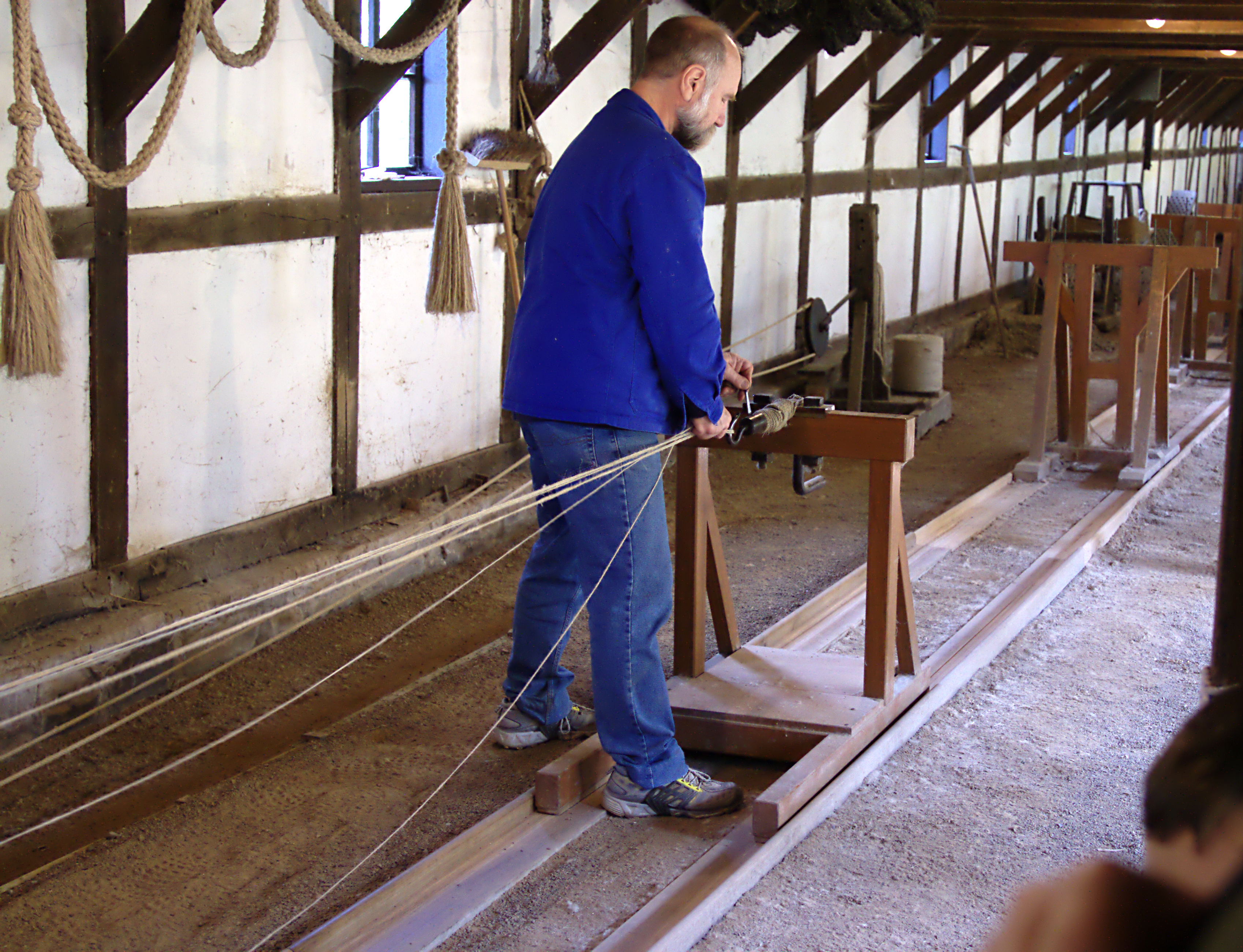
Handwerksvorführung in der Seilerei des Museums
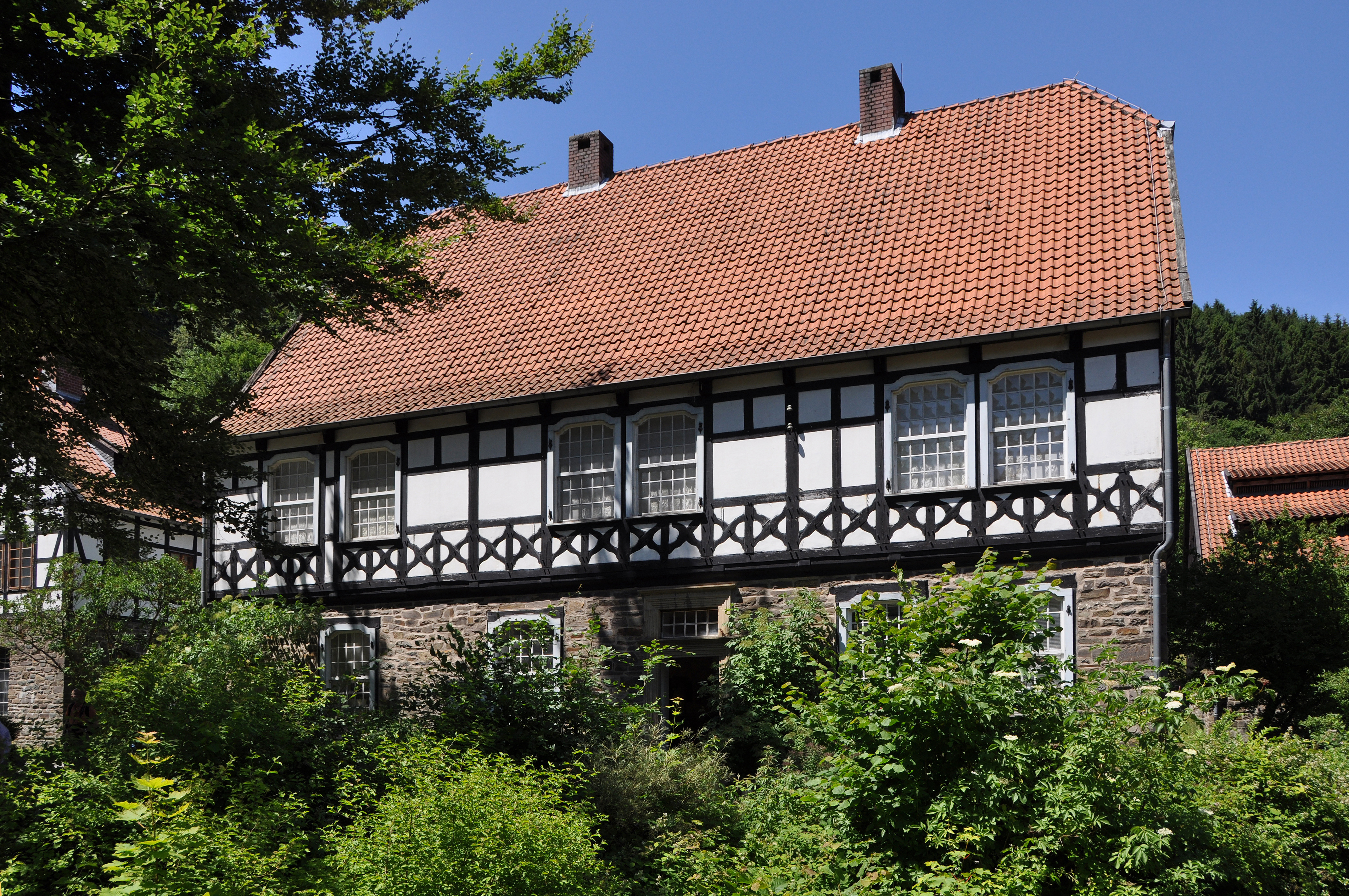
Druckerei „Haus Vorster“
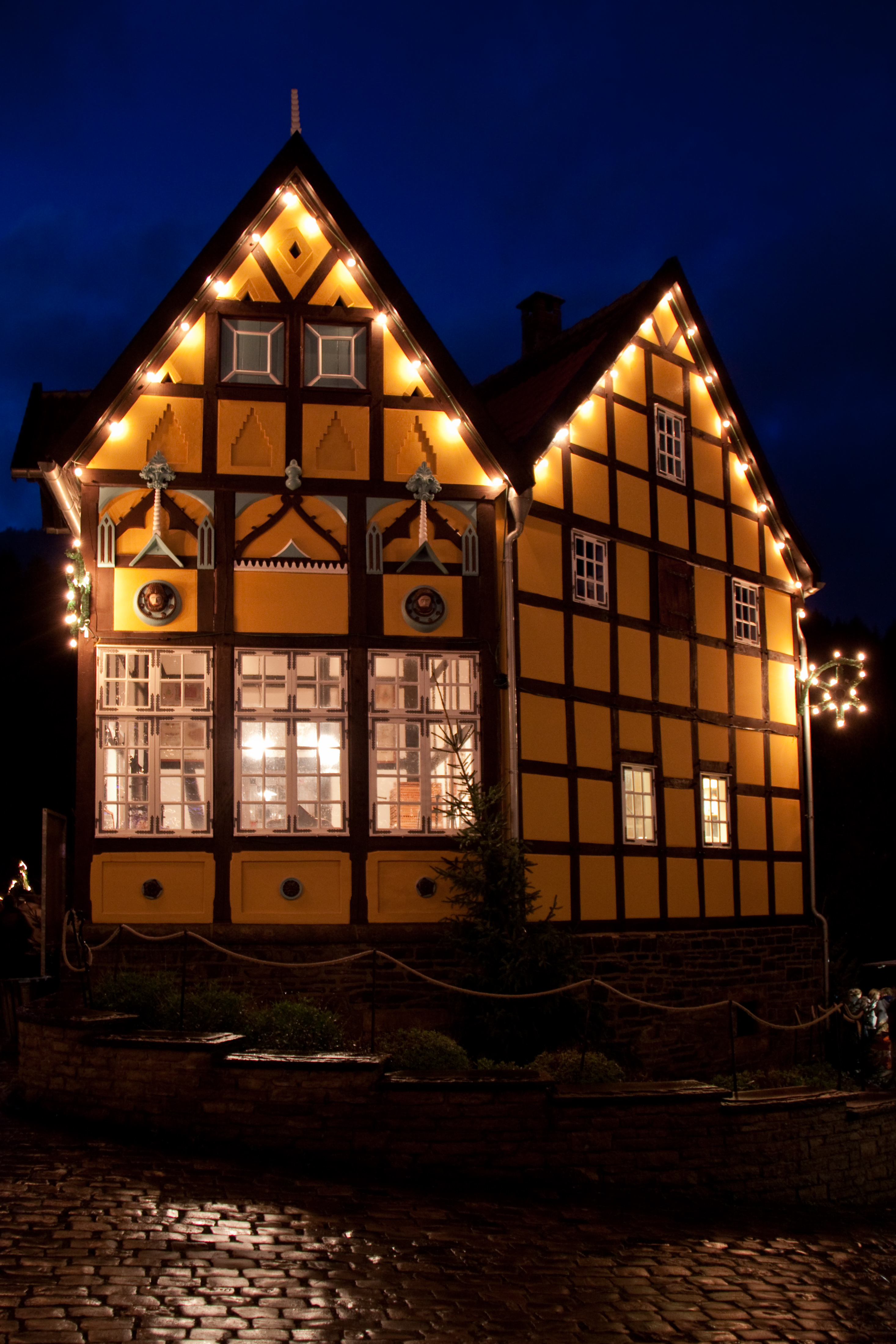
Tabakfabrik beleuchtet beim Weihnachtsmarkt
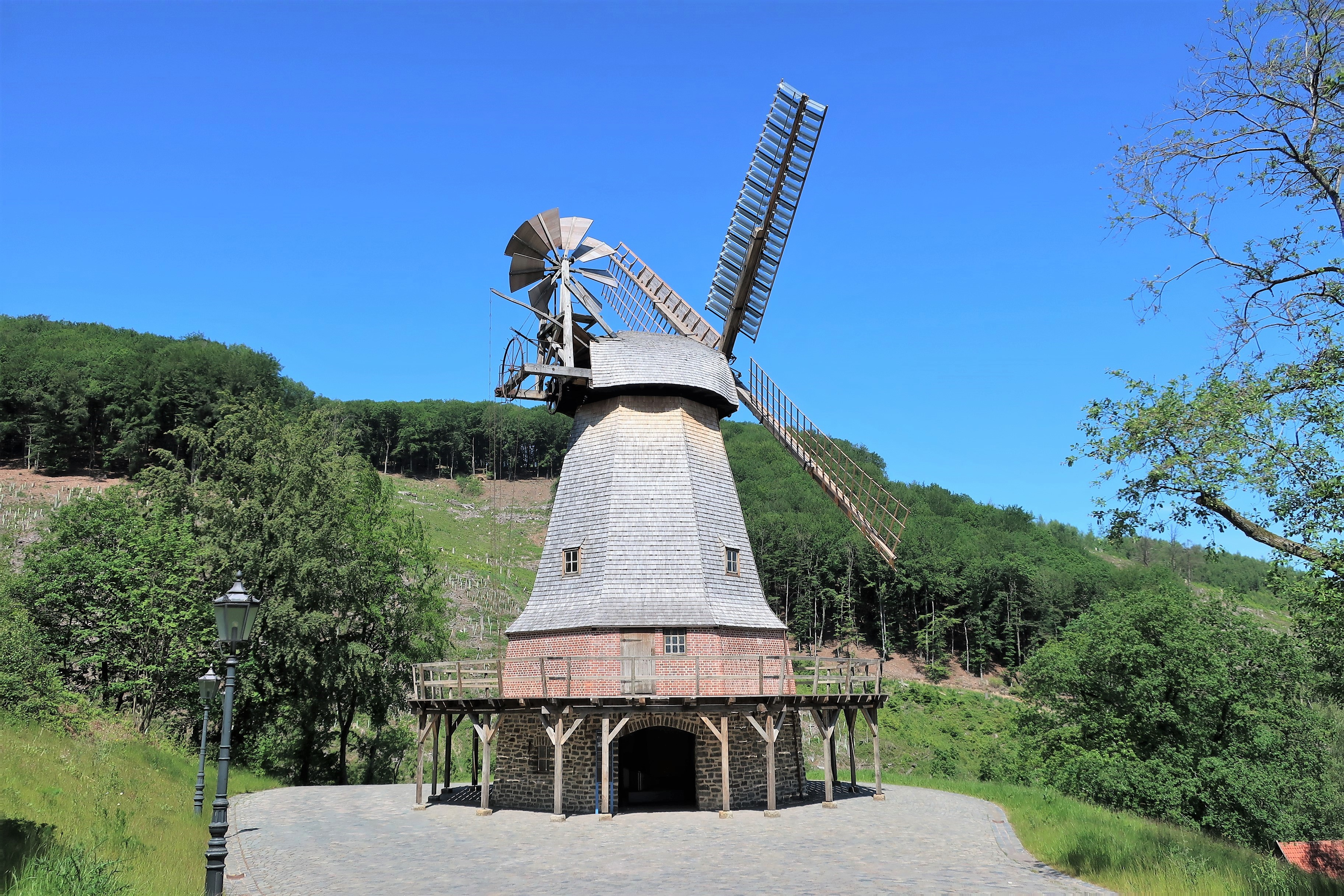
Die Windmühle am neuen Standort
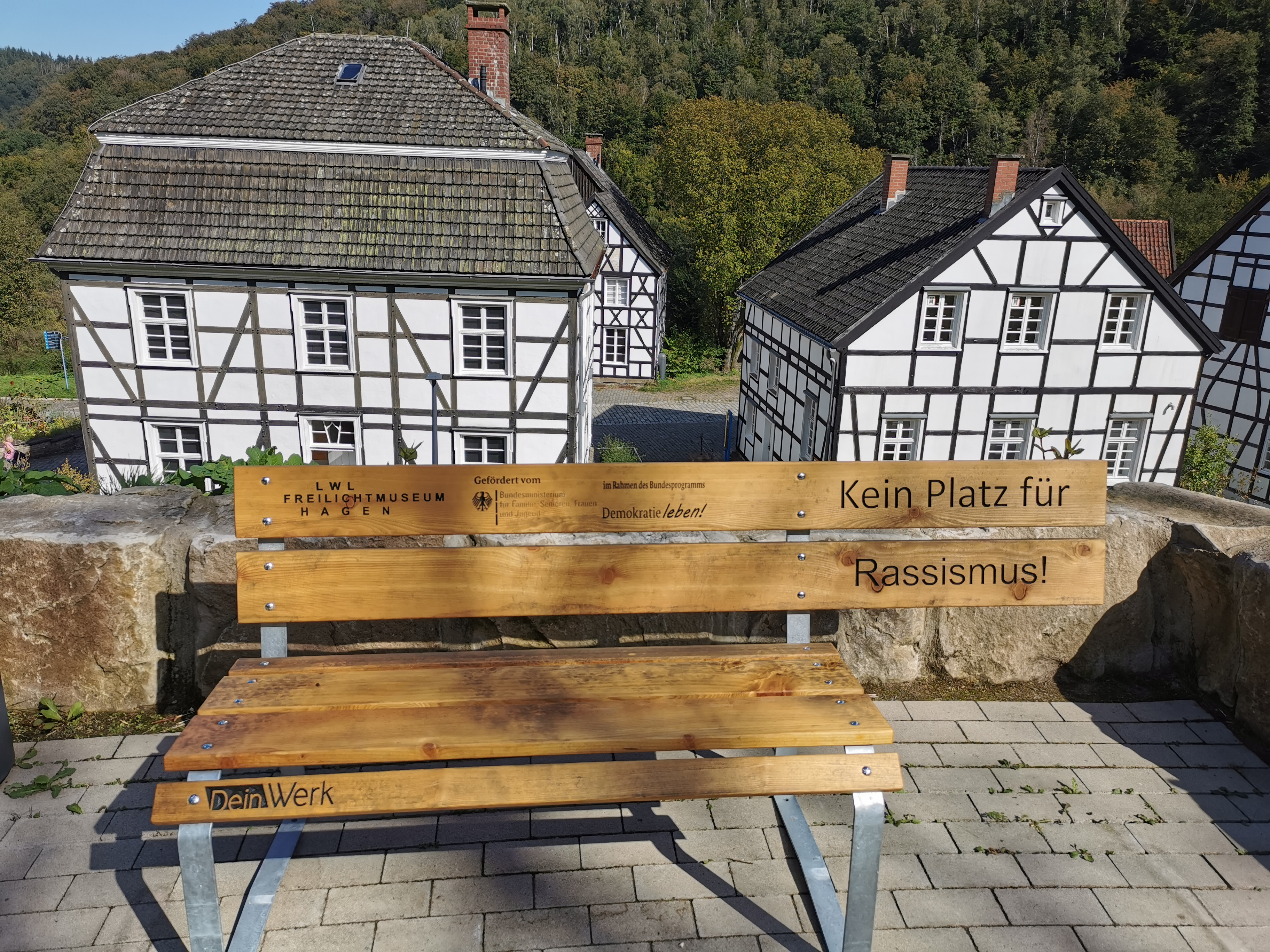
Sitzbank „Kein Platz für Rassismus“

### Stationen
Das Museum listet aktuell 53 Stationen auf. Diese sind:
1. Getreidemühle
2. Lohmühle
3. Kuhschellenschmiede
4. Friseursalon (mit Besen- und Bürstenmacher sowie Stuhl- und Rahmenflechterei)
5. Messing-Stampfhammer
6. Gelbgießerei
7. Kupferhammer
8. Kupferschmied
9. Deutsches Schmiedemuseum
10. Kaffeemühle-Schmiede
11. Windenschmiede
12. Kettenschmied
13. Nagelschmied
14. Kleineisenschmied
15. Bohrerschmied
16. Reck- und Breitehammer
17. Aufwurfhammer
18. Beilschmied
19. Feilenhauerei
20. Hammerwerk
21. Sensenhammer
22. Drahtzieherei
23. Holmacherei / Kohlenmeiler
24. Papiermühle
25. Papiermaschine
26. Papiermühle
27. Druckerei
28. Sägemühle / Ölmühle / Holzscheune / Fasergarten / Ölpflanzengarten
29. Lokomobile
30. Zinkwalzwerk
31. Dampfmühle
32. Treibriemen-Werkstatt / Sattlerei / Polsterei / Portefeuille-Werkstatt / Schuhmacherei / Formstecher
33. Achat-Schleifer, Goldschmied, Uhrmacher/Optiker
34. Essigbrauerei/Senfmühle
35. Bäckerei/Kaffeerösterei
36. Weißgerber/Kürschner
37. Seilerei
38. Haus Haspe / Imkerei / Handwerk und Natur
39. Blaufärberei
40. Wechselausstellung
41. Tabakfabrik
42. Kolonialwarenladen
43. Räucherei
44. Bürgermeisteramt
45. Schreinerei (Holzschuhmacherei und Löffelschnitzer)
46. Stellmacherei
47. Huf- und Wagenschmiede
48. Gasthof zur Post
49. Remise am Gasthof zur Post
50. Brauerei mit Biergarten
51. Brückenwaage
52. Deutsches Kaltwalzmuseum

### Veranstaltungen
Das Museum ist nur vom 1. April bis zum 31. Oktober jeden Jahres geöffnet, wobei jeweils am ersten Adventswochenende für drei Tage ein Weihnachtsmarkt stattfindet. Im höher gelegenen Teil des Museums mit den zu einem Dorf gruppierten Häusern und im Bereich Druck und Papier sind die Gebäude an diesen Tagen mit Lichterketten geschmückt. Es werden Waren vor allem aus dem Bereich Kunsthandwerk verkauft, auch die Gastronomie steht zur Verfügung.
Neben dem Weihnachtsmarkt gibt es auch über das Jahr verteilt viele teils jährliche, teils einmalige Veranstaltungen auf dem Gelände. Beispiele hierfür sind ein Treckertreffen, Fuhrmannstage, Handwerkertage, das Steampunk-Picknick und das Herbstfest mit Handwerkermarkt.

### Bibliothek
Das Freilichtmuseum verfügt über eine Präsenzbibliothek mit Literatur und Darstellungen von der Geschichte des Handwerks, Gewerbewesens und der Technik, unter anderem aus der Region Westfalen-Lippe. Insgesamt stehen ca. 15.000 Bände zur Verfügung. Sie ist kostenlos per Voranmeldung zugänglich und befindet sich im Obergeschoss des Verwaltungsgebäudes.